# All Nigeria People’s Party
Die All Nigeria People’s Party (ANPP, Partei aller nigerianischen Völker) war eine politische Partei in Nigeria.
Die ANPP war zeitweise Oppositionsführerin im nigerianischen Parlament. Ihre Stammwählerschaft rekrutierte sich vor allem aus dem islamischen Norden des Landes, der von den Volksgruppen der Hausa und Fulani dominiert wird. Allerdings entscheidet in Nigeria die Volkszugehörigkeit nicht allein über die Wahlentscheidungen, da taktisches Wahlverhalten eine große Rolle spielt. Die Führungsebene der ANPP setzte sich vornehmlich aus ehemaligen oder noch aktiven Militärs zusammen. Der letzte Vorsitzende der ANPP war Chief Okey Nwosu.

## Geschichte
Hervorgegangen war die ANPP aus der All People’s Party, die nach einer Niederlage bei der Präsidentschaftswahl 1999 eine fraktionelle Spaltung erlebte. Bei den umstrittenen Wahlen 2003 erreichte sie 27,5 % der Stimmen und gewann damit 96 der 360 Sitze im Repräsentantenhaus und 27 der 109 Senatssitze. Die Wahlkampagne wurde unter anderem durch den Mord am ANPP-Vizevorsitzenden Chief Marshall Harry am 5. März überschattet. In den im gleichen Jahr stattfindenden Präsidentschaftswahlen unterlag ihr Kandidat, der ehemalige Militärdiktator Muhammadu Buhari mit 32,2 % der Stimmen gegen den Altpräsidenten Olusegun Obasanjo, von der People’s Democratic Party. Buhari bezeichnete anschließend die Wahl wegen zahlreicher Manipulationsindizien als „einen Witz“ und focht das Ergebnis an.
2013 schloss sich die Partei Action Congress of Nigeria mit dem Congress for Progressive Change (CPC), mit der All Nigeria People’s Party (ANPP) und mit Teilen der All Progressive Grand Alliance (APGA) zum All Progressives Congress zusammen.

## Mitglieder
- Malam Ibrahim Shekarau, ehemaliger Gouverneur in Kano und Präsidentschaftskandidat 2011
- Muhammadu Buhari, ehemaliger und derzeitiger Staatspräsident, Präsidentschaftskandidat 1999, 2003 und 2007, im März 2010 ausgetreten